# Groupe de Saint-Gall

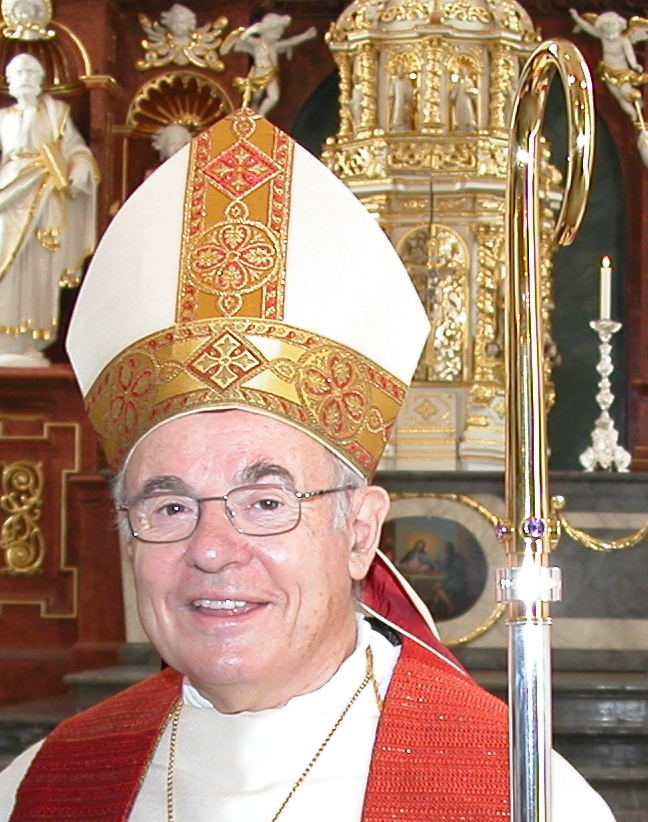
L'évêque Ivo Fürer, l'hôte du groupe.

Le groupe de Saint-Gall, ou mafia de Saint-Gall, est un groupe informel de cardinaux et d'évêques réformistes actif entre 1996 et l'élection du pape François en 2013.
Selon l'évêque émérite de Saint-Gall, Ivo Fürer, qui a animé les discussions, le groupe n'était qu'un Freundeskreis (« cercle d'amis »), qui se réunissait annuellement, en janvier, à ou près de Saint-Gall en Suisse, pour échanger librement des idées sur les problèmes de l'Église.

## Nom
Le groupe étant informel, il n'avait pas de nom officiel. Certains de ses membres l'appelaient « Groupe de Saint-Gall » dans leurs agendas, et ce nom est devenu public après qu'un chapitre entier lui a été consacré dans la biographie du cardinal Danneels, publiée par les historiens de l'Église Karim Schelkens et Jurgen Mettepenningen ; « Groupe de Saint-Gall », « Mafia de Saint-Gall » et « Club de Saint-Gall » sont d'autres appellations.
Lors de la présentation de cette biographie en septembre 2015 sur la chaîne de télévision VTM, Danneels a déclaré que le nom « Groupe de Saint-Gall » était « deftig » (« digne », « respectable »), « maar eigenlijk zeiden wij van onszelf en van die groep : de maffia » (« mais en fait, nous avons dit de nous-mêmes et de ce groupe : la mafia »).

## Histoire
L'impulsion pour les discussions est venue de l'évêque Ivo Fürer, qui avait été le secrétaire général du Conseil des conférences épiscopales d'Europe de 1977 à 1995. Lorsqu'en 1993 le Vatican a imposé une réforme en profondeur de ce conseil, Fürer a été l'un des membres qui ont estimé que cela signifiait la fin de la principale raison d'être du conseil, à savoir la promotion de la collégialité entre les évêques européens,,. En consultation avec le cardinal Carlo Maria Martini, il a décidé d'inviter un groupe de cardinaux, d'archevêques et d'évêques à des discussions franches et collégiales entre eux.
Lors de leur séjour à Rome avant le conclave papal de 2005, les cardinaux membres du groupe de Saint-Gall ont envoyé à leur hôte, Ivo Fürer, une carte disant : « Nous sommes ici ensemble dans l'esprit de Saint-Gall », et avant le conclave, ils se sont retrouvés pour discuter autour d'un dîner. Selon les extraits du journal d'un cardinal anonyme publiés par Brunelli, deux d'entre eux, Lehmann et Danneels, étaient « le noyau de réflexion » des reformisti pendant le conclave. Ces reformisti ne voulaient pas voter pour Joseph Ratzinger, et ont essayé d'empêcher son élection en donnant toutes leurs voix à Jorge Mario Bergoglio, qui pourrait ainsi obtenir une minorité de blocage. Ils ont réussi, mais Bergoglio, « presque en larmes », a supplié d'arrêter de voter pour lui. Ratzinger a été élu Pape Benoît XVI.
L'année suivant l'élection de Ratzinger, ce qui reste du groupe se réunit pour la dernière fois. Seuls quatre membres assistent à la réunion : Fürer, Kothgasser, Danneels et van Luyn (nl).
Trois des membres restants ont toutefois participé au conclave de 2013 : Walter Kasper, Godfried Danneels et Karl Lehmann. Cormac Murphy-O'Connor était trop âgé pour participer au conclave, mais il était présent à Rome pendant la période pré-conclave. Contrairement à ce qui s'est passé en 2005, aucune source anonyme n'a rapporté le rôle joué par les membres du conclave dans l'élection du pape François. Selon Austen Ivereigh, les quatre ont travaillé de concert pour préconiser l'élection de Jorge Mario Bergoglio lors du conclave, espérant toujours élire un dirigeant plus moderne pour l'Église. Dans la première édition de son livre, Ivereigh écrit d'ailleurs qu'« ils ont d'abord obtenu l'assentiment de Bergoglio ». Les quatre cardinaux, cependant, ont nié cela,,,.
Le directeur du Bureau de presse du Saint-Siège a déclaré que les cardinaux étaient « surpris et déçus » par ce qui avait été écrit à leur sujet et qu'ils avaient « expressément démenti cette description des événements ;... en ce qui concerne la conduite d'une campagne pour l'élection [de Bergoglio] ». La forte réplique des cardinaux était principalement due à l'implication qu'ils avaient enfreint les règles énoncées au paragraphe 82 de Universi Dominici gregis et donc excommuniés latae sententiae. Dans la deuxième édition de son livre, Ivereigh a renforcé la position défensive du cardinal en remplaçant la phrase par : « Conformément aux règles du conclave, ils ne lui ont pas demandé s'il était prêt à être candidat », mais il a maintenu le reste de son rapport.

## Membres
- Ivo Fürer, évêque de Saint-Gall (1996)[20]
- Jean Vilnet, évêque de Lille (1996)[20]
- Karl Lehmann, évêque de Mayence (1996)[20]
- Walter Kasper, évêque de Rottenburg-Stuttgart (1996)[20]
- Carlo Maria Martini, archevêque de Milan (1996)[20]
- Godfried Danneels, archevêque de Malines-Bruxelles (1999)[20]
- Cormac Murphy-O'Connor, archevêque de Westminster (2001)[20]
- Joseph Doré, archevêque de Strasbourg (2001)[20]
- Alois Kothgasser, archevêque de Salzbourg (2002)[20]
- Achille Silvestrini, préfet émérite de la Congrégation pour les Églises orientales (2003)[20]
- Lubomyr Husar, archevêque majeur de Lviv (en) (2003)[20]
- José da Cruz Policarpo, patriarche de Lisbonne (2004)[20]